# 사회주의협회 (1900년)
사회주의협회(일본어: 社会主義協会 샤카이슈기쿄카이[*])는 메이지 시대의 사회주의자 단체였다. 1900년(메이지 33년) 1월 결성되었다.
1898년부터 개최되었던 사회주의연구회를 그 전신으로 하여, 1900년 1월 결성되었다. 아베 이소오가 회장으로 추대되고, 카와카미 키요시, 카타야마 센, 사카이 토시히코, 고토쿠 슈스이, 키노시타 나오에, 니시카와 코지로가 창립회원으로 참여했다. 이 멤버들이 1901년 5월 사회민주당을 결성했는데, 이틀만에 금지를 먹었기 때문에 실질적인 활동은 사회주의협회를 통해 이루어졌다. 하여 한동안 고토쿠의 평민사 등과 함께 메이지 시대의 사회주의 소개를 도맡았던 조직이 사회주의협회다.
1904년 11월, 제1차 가쓰라 내각에 의해 결사금지를 당해 해산되었다. 금지당했을 당시 회원은 180여 명이었다.